# Nushrat Bharucha
Nushrat Bharucha (Bombay, 17 mei 1987) is een Indiaas actrice die voornamelijk in Hindi films speelt.

## Biografie
Bharucha begon haar acteer carrière in de televisieserie Kitty Party in 2002, ze maakt haar filmdebuut met Jai Santoshi Maa in 2006. Haar succes kwam in 2011 met de film Pyaar Ka Punchnama, wat volgde met nog meer hitfilms als Pyaar Ka Punchnama 2, Sonu Ke Titu Ki Sweety en Dream Girl.

## Filmografie
| Jaar | Film                    | Rol                                | Opmerking              |
| ---- | ----------------------- | ---------------------------------- | ---------------------- |
| 2006 | Jai Santoshi Maa        | Mahima                             |                        |
| 2009 | Kal Kisne Dekha         | Riya                               |                        |
| 2010 | Taj Mahal               | Shruthi                            | Telugu film            |
| 2010 | Love Sex Aur Dhokha     | Shruti Dhaiya                      |                        |
| 2011 | Pyaar Ka Punchnama      | Neha                               |                        |
| 2013 | Akaash Vani             | Vani                               |                        |
| 2014 | Darr @ The Mall         | Ahana                              |                        |
| 2015 | Meeruthiya Gangsters    | Mansi                              |                        |
| 2015 | Pyaar Ka Punchnama 2    | Ruchika/Chiku                      |                        |
| 2016 | Vaaliba Raja            | Sweety                             | Tamil film             |
| 2018 | Sonu Ke Titu Ki Sweety  | Sweety Sharma                      |                        |
| 2019 | Dream Girl              | Mahi Karamveer Singh / Mahi Rajput |                        |
| 2019 | Marjaavaan              |                                    | nummer "Peeyu Datt Ke" |
| 2020 | Jai Mummy Di            | jonge Pinky                        | gastoptreden           |
| 2020 | Chhalaang               | Neelima Mehra                      |                        |
| 2021 | Ajeeb Daastaans         | Meenal                             | verhaal Khilauna       |
| 2021 | Chhorii                 | Sakshi                             |                        |
| 2022 | Hurdang                 | Jhulan                             |                        |
| 2022 | Janhit Mein Jaari       | Manokamna                          |                        |
| 2022 | Ram Setu                | Gayatri Kulshrestha                |                        |
| 2023 | Selfiee                 | Minty Aggarwal                     |                        |
| 2023 | Tu Jhoothi Main Makkaar | Anya                               | gastoptreden           |
| 2023 | Chatrapathi             | Sapna                              |                        |
| 2023 | Akelli                  | Jyoti                              |                        |
| 2025 | Chhorii 2               | Sakshi                             |                        |